# Teleas ponticus
Teleas ponticus is een vliesvleugelig insect uit de familie van de Scelionidae. De wetenschappelijke naam van de soort is voor het eerst geldig gepubliceerd in 1970 door Fabritius.